# Gracixalus jinxiuensis
Gracixalus jinxiuensis là một loài ếch trong họ Rhacophoridae. Chúng được tìm thấy ở Trung Quốc và Việt Nam.
Các môi trường sống tự nhiên của chúng là các khu rừng vùng núi ẩm nhiệt đới hoặc cận nhiệt đới, đầm nước ngọt, và đầm nước ngọt có nước theo mùa. Loài này đang bị đe dọa do mất môi trường sống.